# Европейский валютный институт

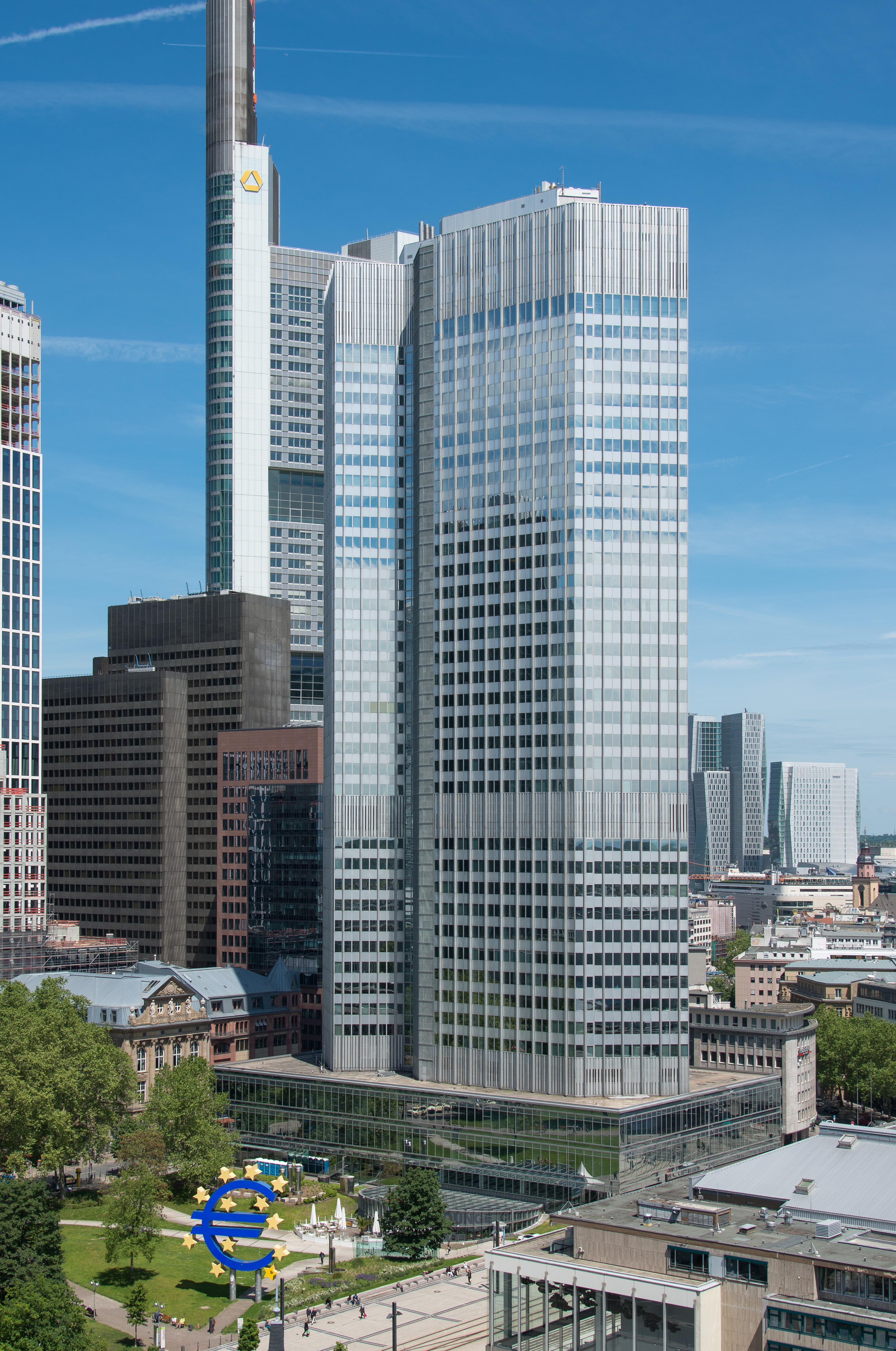
Евробашня во Франкфурте-на-Майне, где располагался Европейский валютный институт

Европейский валютный институт (англ. European Monetary Institute, EMI) был предшественником Европейского центрального банка (ЕЦБ), действовал с 1994 по 1997 год.

## История
EMI был создан 1 января 1994 года для наблюдения за вторым этапом создания валютного союза. Сам EMI заменил ранее существовавший Европейский фонд валютного сотрудничества (EMCF). EMI впервые собрался 12 января под руководством своего первого президента Александра Ламфалусси. 1 июля 1997 года Ламфалусси сменил Вим Дуйзенберг, который затем стал председателем Европейского центрального банка. Институт был распущен 1 июня 1998 года с созданием ЕЦБ и Европейской системы центральных банков (ЕСЦБ), которые взяли на себя расширенные обязательства после введения евро.

## Роль
EMI был ключевым валютным институтом второй фазы Экономического и валютного союза Европейского Союза. EMI поощрял сотрудничество между национальными банками государств-членов Европейского союза (ЕС) и заложил основу для евро. В нём было менее 250 сотрудников, в основном прикомандированных из национальных центральных банков, и он располагался в Евробашне во Франкфурте-на-Майне (Германия), где сейчас находится ЕЦБ.